# Vicente Fernández González
Vicente Fernández González nace en 1953 en el municipio toledano de Talavera de la Reina (España), traductor y profesor del Departamento de Traducción e Interpretación de la Universidad de Málaga.
Entre otros ensayos, ha dedicado a Constantino Cavafis el estudio La ciudad de las ideas: sobre la poesía de C. P. Cavafis y sus traducciones castellanas.
En 1992 ganó el Premio Nacional de Traducción por su versión castellana de la novela Seis noches en la Acrópolis (Mondadori, 1991) de Yorgos Seferis, autor del que también ha publicado Días 1921-1968 (Alianza, 1997), una selección de sus páginas de diario. 
En 1999 coordinó el volumen que la revista Litoral, con el concurso de la UNESCO, dedicó a Constandinos Cavafis. En 2001 publicó en la colección Nueva Roma del CSIC La ciudad de las ideas. Sobre la poesía de C. P. Cavafis y sus traducciones castellanas. 
En 2003 gana por segunda vez el Premio Nacional de Traducción, esta vez por Verbos para la rosa. Esbozo de poética (Miguel Gómez, 2002) de Zanasis Jatsópulos. En 2008 publica la compilación La traducción de la A a la Z (Berenice). 
En 2012 gana (junto con Leandro García Ramírez, María López Villalba y Ioanna Nicolaidou) el Premio Nacional de Traducción de Grecia en la modalidad de mejor traducción del griego a una lengua extranjera por la versión castellana de la trilogía novelística de Stratís Tsircas Ciudades a la deriva (Cátedra, 2011). 
En 2013 coordina por encargo de Fundación Málaga el volumen Málaga Cavafis Barcelona. Los últimos años insiste en la traducción de poesía griega contemporánea: Zanasis Jatsópulos (Lugar de un día, La Dragona), Costas Mavrudís (Cuatro estaciones, Pre-textos), Ersi Sotiropoulos (Fuga 1974-2911, Luces de Gálibo), Nasos Vayenás (Odas bárbaras, La Dragona).

Ha traducido también a Costas Tsirópulos, Cristos Valavanidis y Costas Mavrudís, así como las antologías Once poetas griegos y Nueve maneras de mirar el cielo.
Actualmente da clases de traducción de griego en la Universidad de Málaga.
- Datos: Q11260986